# Nienormalny świat
Nienormalny świat – pierwszy singel zespołu Śmierć Kliniczna. Nagrań dokonano w "Studio Wawrzyszew" w Warszawie w październiku 1983 roku. Podczas sesji nagrano trzy utwory: „Nienormalny świat” (wokal: J. Szafir), „Edukacja – Kopulacja” (znany też jako „Nasza Edukacja”) (wokal: J. Mercik) oraz „ASP” (wokal: J. Mercik). Ostatecznie na singlu wydano pierwsze dwa. „ASP” ukazał się rok później na drugim singlu „Jestem ziarnkiem piasku”.

## Lista utworów
1. „Nasza edukacja”(D. Dusza) – 3:50
2. „Nienormalny świat” (D. Dusza) – 3:30

## Muzycy
- Jerzy Mercik – wokal
- Jacek Szafir – wokal, instrumenty perkusyjne
- Dariusz Dusza – gitara
- Wojciech Jaczyczko – gitara basowa
- Marek Czapelski – perkusja